# Beredskabsforbundet
Beredskabsforbundet är en dansk civilförsvarsorganisation som organiserar frivilliga inom räddningstjänsten, och håller kurser i brandbekämpning och första hjälpen. Bland övriga, kommunala, uppgifter finns beredskapsarbete vid terrorattacker och naturkatastrofer samt inkvartering. Förbundet finns representerat i Dansk Førstehjælpsråd, Førstehjælpsrådets pædagogiske udvalg och Dansk Råd for Genoplivning. Förbundet är indelat i fem regioner, som i sin tur är uppdelade i 75 kretsar med ungefär 5000 medlemmar (2004). Förbundet täcker ungefär 85 av landets 98 kommuner.
Fram till 1990 omfattade förbundet även Danske Kvinders Beredskab, som numera ingår i Civilforsvarskorpset. Beredskapsforbundet ger ut tidskriften Beredskab.

## Historik
Organisationen upprättades 8 juni 1934 under namnet Dansk Luftværnsforening. Man arbetade med att ordna med förberedelser inför luftangrepp samt med information till befolkningen. Vid krigsslutet var uppemot 594 000 personer, eller 12 % av den danska befolkningen, engagerade som frivilliga i föreningen.
Namnet ändrades till Civilforsvars-Forbundet i samband med att 1949 års civilförsvarslag genomfördes. Namnet ändrades än en gång 1993 till Beredskabs-Forbundet efter att 1992 års beredskapslag hade genomförts. Efter en tid tog man bort bindestrecket och förbundet fick sitt nuvarande namn.